# 設拉子地鐵
設拉子地鐵是伊朗設拉子的城市軌道交通系統，於2014年10月11日開始營運，目前有2條路線與24座車站，總長32.5公里，並有數條路線建設或規劃中。